# Joachim Back
Joachim Back (født 1972 i Holte i Danmark) er en dansk film-instruktør der vandt en Oscar for bedste kortfilm for filmen The New Tenants under Oscaruddelingen 2010.
Han har instrueret adskillige reklamefilm for blandt andre Volvo, Visa, Nescafé og Viagra.

## Privat
Back bor i Brooklyn, New York i USA og er gift med produceren Mette Ambro og har to børn.